# بخش مهردشت
بخش مهردشت یکی از بخش‌های شهرستان نجف‌آباد در استان اصفهان ایران است.

## تقسیمات کشوری
- بخش مهردشت 
  - دهستان اشن
  - دهستان حسین‌آباد

شهرها: دهق ، علویجه
- روستاها: هسنیجه، حسین‌آباد، خونداب، علی‌آباد، خیرآباد، دماب، اشن، گلدره.

## جمعیت
براساس سرشماری عمومی نفوس و مسکن در سال ۱۳۹۵، جمعیت بخش مهردشت برابر با ۲۵،۹۲۸ نفر بوده‌است.